# Belding, Michigan
Belding är en ort i Ionia County i Michigan. Vid 2010 års folkräkning hade Belding 5 757 invånare.